# زندگی (فیلم ۱۳۷۶)
زندگی فیلمی به کارگردانی اصغر هاشمی و نویسندگی اصغر هاشمی، حسین اکبرزاده محصول سال ۱۳۷۶ است.

## خلاصه داستان
ملک، زن میانسالی که بچه دار نمی‌شود، سرانجام نگاه‌های منتظر و سرزنش بار همسرش نصرت را تاب نمی‌آورد و خانه را ترک می‌کند...

## بازیگران
- خسرو شکیبایی
- بیتا فرهی
- فاطمه معتمدآریا
- جلال موسوی
- امیر پایور
- مهری ودادیان
- طاهره سیرتی
- علیرضا صادقی صافی
- سیدمحسن خرم دره
- فریدون شهبازیان
- امیرحسین سلیمانی
- احمد قوچانی
- شهرام نشاط
- هما خاکپاش
- لعیا باستانی
- شبنم دولتشاهی
- هدایت اعلایی
- نسیم ادبی
- علیرضا ناصحی
- خسرو کرمی